# Film irlandesi proposti per l'Oscar al miglior film straniero
A partire dal 2008 l'Irlanda ha cominciato a presentare film all'Academy of Motion Picture Arts and Sciences che lo rappresentassero all'Oscar come miglior film di lingua straniera.
La maggior parte della produzione cinematografica irlandese è in lingua inglese, pertanto non candidabile al premio.
Al 2024 dieci film sono stati selezionati dall'Irish Film & Television Academy e soltanto il film The Quiet Girl è entrato a far parte della cinquina finale delle nomination all'edizione del 2023.
| Anno | Film                             | Lingua             | Regia                             | Risultato     |
| ---- | -------------------------------- | ------------------ | --------------------------------- | ------------- |
| 2008 | Kings                            | Irlandese, Inglese | Tommy Collins                     | Non candidato |
| 2012 | As If I Am Not There             | Serbo-Croato       | Juanita Wilson                    | Non candidato |
| 2015 | The Gift                         | Irlandese          | Tommy Collins                     | Non candidato |
| 2016 | Viva                             | Spagnolo           | Paddy Breathnach                  | Short-list    |
| 2018 | Song of Granite                  | Irlandese          | Pat Collins                       | Non candidato |
| 2020 | Gaza                             | Arabo              | Garry Keane, Andrew McConnell     | Non candidato |
| 2021 | Arracht                          | Irlandese          | Tom Sullivan                      | Non candidato |
| 2022 | Foscadh                          | Irlandese          | Seán Breathnach                   | Non candidato |
| 2023 | The Quiet Girl (An Cailín Ciúin) | Irlandese          | Colm Bairéad                      | Candidato     |
| 2024 | In the Shadow of Beirut          | Irlandese          | Stephen Gerard Kelly, Garry Keane | Non candidato |
| 2025 | Kneecap                          | Irlandese, Inglese | Rich Peppiatt                     | In attesa     |

| Non candidato | Il film è stato proposto per la candidatura, ma non è stato selezionato dall'Academy of Motion Picture Arts and Sciences. |
| Short-list    | Il film è entrato nella "short-list" stilata a gennaio dei nove candidati per l'Oscar al miglior film straniero.          |
| Candidato     | Il film è entrato a far parte dei cinque candidati per l'Oscar al miglior film straniero.                                 |
| Vincitore     | Il film ha vinto l'Oscar al miglior film straniero.                                                                       |